# Supercoppa degli Emirati Arabi Uniti 2022
La UAE Super Cup 2022 è stata la quattordicesima edizione dell'era professionista della UAE Super Cup, su ventidue edizioni totali della competizione. Si è disputata il 25 febbraio 2023 allo Stadio Al-Maktum di Dubai. La sfida ha visto contrapposte l' Al-Ain, vincitore della UAE Arabian Gulf League 2021-2022, e lo Sharjah, vincitrice della Coppa del Presidente degli Emirati Arabi Uniti 2021-2022.
A trionfare è stato lo Sharjah, per la terza volta nella sua storia, grazie ad un autogoal al 29º minuto dell'attaccante togolese Kodjo Laba.

## Tabellino
| Arbitro: | Szymon Marciniak |

|  |           |                 |
|  | Marcatori | 29’ (aut.) Laba |

| Al Ain | Sharjah |

|                 |    |                      |           |
|                 |    |                      |           |
| P               | 17 | Khalid Eisa          |           |
| D               | 24 | Bandar Al-Ahbabi(c)  | 58’       |
| D               | 16 | Tin Jedvaj           | 66’       |
| D               | 3  | Kouame Autonne       |           |
| D               | 15 | Erik                 |           |
| C               | 2  | El Mehdi El Moubarik | 61’       |
| C               | 13 | Ahmed Barman         | 77’       |
| C               | 18 | Khalid Al-Balochi    | 61’       |
| A               | 10 | Andriy Yarmolenko    | 45+1’     |
| A               | 21 | Soufiane Rahimi      |           |
| A               | 9  | Kodjo Laba           |           |
| A disposizione: |    |                      |           |
| P               | 1  | Mohammed Abo Sandah  |           |
| D               | 34 | Rafael Pereira       |           |
| D               | 23 | Mohamed Ahmed        |           |
| D               | 29 | Omar Saeed           |           |
| D               | 78 | Falah Waleed         | 77’       |
| C               | 22 | Saeed Ahmed          |           |
| C               | 20 | Matías Palacios      | 61’       |
| C               | 6  | Yahia Nader          | 61’ 90+4’ |
| A               | 7  | Caio                 | 45+1’     |
| Allenatore:     |    |                      |           |
| Serhij Rebrov   |    |                      |           |

|                |                |                        |                |       |
|                |                |                        |                |       |
| P              | 40             | Adel Al Hosani         |                |       |
| D              | 19             | Khaled Ibrahim         |                |       |
| D              | 4              | Shahin Abdulrahman (c) |                |       |
| D              | 44             | Kostas Manolas         | 11’            |       |
| D              | 3              | Al Hassan Saleh        |                |       |
| C              | 8              | Mohammed Abdulbasit    | 31’ 65’        |       |
| C              | 88             | Majed Hassan           | 76’            |       |
| A              | 27             | Luanzinho              | 75’            |       |
| A              | 21             | Djaniny                | 76’            |       |
| A              | 7              | Caio Lucas             |                |       |
| A              | 30             | Ousmane Camara         |                |       |
| Panchina:      |                |                        |                |       |
| P              | 26             | Darwish Bin Habib      |                |       |
| D              | 2              | Gustavo Alemão         | 11’ 89’        |       |
| D              | 22             | Marcus Meloni          | 75’            |       |
| D              | 6              | Majed Suroor           | 76’            |       |
| D              | 18             | Abdullah Ghanem        |                |       |
| C              | 14             | Khaled Ba Wazir        |                |       |
| C              | 24             | Majid Rashid           | 65’            |       |
| A              | 9              | Paco Alcácer           | 76’            |       |
| A              | 23             | Salem Saleh            |                |       |
| Allenatore:    |                |                        |                |       |
| Cosmin Olăroiu | Cosmin Olăroiu | Cosmin Olăroiu         | Cosmin Olăroiu | 90+6’ |